# Río Quenuir
El río Queunir es un curso natural de agua que nace en llanuras boscosas al noroeste de Puerto Montt. Su cauce fluye en dirección  sur hasta desembocar en el estuario del río Maullín, en la Región de Los Lagos.

## Trayecto
Luis Risopatrón lo describe en su Diccionario jeográfico de Chile (1924):: 728  Nace en llanuras boscosas, ricas en maderas de construcción i de terrenos apropiados para la agricultura i corre hacia el S, bastante serpenteado, entre riberas pajizas, de las que la izquierda es mui pantanosa. Tiene 12 m de ancho enfrente de El Surjidero, a 20,5 km de su desembocadura en el río Maullín, último punto hasta el cual pueden llegar las embarcaciones menores ausiliadas por el flujo de las mareas i alcanza a 100 m de ancho al confluir con el río Palihué, aumento en la anchura que se verifica en forma paulatina i más o menos uniforme, con profundidades de 2 a 5 m. Continua al SE i encierra en su ancho álveo numerosas islas pajizas i pantanosas, que cubren las aguas de los aluviones del invierno, entre canales tortuosos con bancos de fango; las alturas que respaldan a la ribera izquierda son mui bajas al principio, pero ascienden hasta 55 m frente a El Surjidero. La ribera derecha es más enjuta, esta bordeada por alturas que se alzan de 48 a 105 m de elevación, sobre las que continúan planicies prolongadas que descienden lentamente al W, pero de manera rápida en las inmediaciones del océano. En el curso inferior, las tierras que respaldan a las riberas pajizas, ofrecen escarpes más o menos fuertes que alcanzan por término medio a 15 o 20 m de altitud; no pasan de 18 m de altura las tierras del E, que forman llanura prolongadas onduladas i boscosas, con quebradas que dan lugar a algún hilo de agua. Se elevan a 58 i 60 m de altura las tierras por el lado W que se alejan del río para acercarse a las costas del Océano.

## Historia
Francisco Solano Asta-Buruaga y Cienfuegos  escribió en 1899 en su obra póstuma Diccionario Geográfico de la República de Chile sobre el río:
Quenuir.-—Río de corto curso del departamento de Carelmapu y afluente del Maullín, en el que entra por su derecha á cosa de dos kilómetros de su desembocadura. Procede de la parte norte y corre hacia el SO. por entre bellos bosques, recibiendo cortos riachuelos como el Palihue y el Cululil, y es de marea y navegable por lanchas hasta más arriba de la entrada del primero de éstos. Sus riberas son en general favorables á la agricultura; en la inmediación de su boca tiene un fundo llamado villa de Zenteno por el apellido de su antiguo dueño.